# Ehretia amoena
Ehretia amoena là loài thực vật có hoa trong họ Ehretiaceae. Loài này được Klotzsch mô tả khoa học đầu tiên năm 1861.